# Prowincja Bình Phước
Bình Phước wymowaⓘ – prowincja Wietnamu, znajdująca się w południowej części kraju, w Regionie Południowo-Wschodnim. Na północy prowincja graniczy z Kambodżą.

## Podział administracyjny
W skład prowincji Bình Phước wchodzi siedem dystryktów oraz jedno miasto.
- Miasta:

1. Đồng Xoài

- Dystrykty:

1. Bình Long
2. Bù Đăng
3. Bù Đốp
4. Chơn Thành
5. Đồng Phú
6. Lộc Ninh
7. Phước Long